# Таємниці Смолвіля
«Таємниці Смолвіля», (англ. Smallville, досл. «Смолвіль») — американський науково-фантастичний телесеріал, виконавчими продюсерами та авторами сценарію якого є Альфред Гоу і Майлз Міллар. Серіал розповідає про молоді роки життя Супермена — Кларка Кента, творцями якого є Джеррі Сігел і Джо Шустер. Дія відбувається у вигаданому американському містечку Смолвіль штату Канзас. Роль Кларка Кента виконав Том Веллінг, а його головного ворога Лекса Лютора зіграв Майкл Розенбаум. Зйомки, в основному, проходили в Канаді. Найдовший науково-фантастичний серіал, заснований на коміксах, в історії телебачення. Чотири перші сезони оповідають про життя Кларка Кента і його друзів у старшій школі. Починаючи з п'ятого сезону шоу переходить в новий етап життя Кларка та його друзів. Дедалі більше уваги приділяється посиланню до всесвіту Супермена, показано безліч героїв і лиходіїв.
Прем'єра першої серії «Пілот» відбулася на американському телеканалі The WB 16 жовтня 2001. Її подивилося близько 8,4 мільйонів глядачів. До 11 травня 2006 року на цьому каналі було показано 5 сезонів, що включають в себе 110 серій. 28 вересня 2006 серіал почав виходити на іншому американському каналі — CW.
В Україні перші два сезони серіалу показав телеканал «Інтер» 2004 року. У 2007 році почав демонструвати «Новий канал», на ньому було показано тільки перші 4-и сезони серіалу. А з 15 серпня 2011 року по 3 лютого 2012 року транслював телеканал «К1», за цей час було показано всі 10 сезонів серіалу. Серіал безліч разів номінувався на премію «Сатурн» у різних категоріях. У 2002 і 2006 роках отримував премію «Еммі» за «Найкращий монтаж звуку в серіалі».

## Сюжет
У серіалі розкриваються деякі подробиці всесвіту фільмів про Супермена. У тому числі було показано вплив криптоніта на людей. За сюжетом усього серіалу йде становлення особистості Кларка Кента — він дізнається про свої здібності, будує відносини з однокласниками та друзями. Показана його перша юнацька любов до Лани Ленг.
Цікаво відзначити, що для серіалу характерно запрошення акторів, які вже раніше були задіяні в інших адаптаціях коміксів про Супермена. Так, виконавиця ролі Марти Кент Аннет О'Тул виконувала роль Лани Ленг у фільмі Супермен 3. Крістофер Рів, виконавець ролі Кларка/Супермена у фільмах про Супермена, виконав роль доктора Суон, який допоміг Кларку у вивченні Криптона. Марго Кіддер зіграла помічницю доктора Суон, в оригінальній тетралогії грала роль Лоїс Лейн. Крім того, виконавець ролі Зода у фільмах, Теренс Стамп озвучує біологічного батька Кларка, Джор-Ела. Як запрошені зірки з'являлися актори серіалу «Лоїс і Кларк: Нові пригоди Супермена»: Дін Кейн, що грав Супермена, в ролі Куртіса Кнокса і Тері Хетчер, що грала Лоїс Лейн, в ролі Елли Лейн — матері Лоїс Лейн.
За угодою про авторські права, в серіалі забороняється називати Кларка Кента Суперменом і використовувати атрибутику Супермена (наприклад, його знаменитий плащ). У той же час, починаючи з 6 сезону, в кадрі вільно фігурує нагрудний символ «S» Супермена (представлений на кристалах проти Фантомів), що замінюється раніше на цифру «8» (спочатку як радіаційний шрам, потім як виріз ножем). У дев'ятому сезоні Кларк Кент одягає тренувальний костюм з сірим символом S, який служить відсиланням до траурного чорного костюма Супермена. Замість плаща — пальто Лекса Лютора. Наприкінці 9 сезону Кларк отримує від своєї матері новий костюм, ідентичний костюму Супермена з коміксів, але в десятому сезоні носить інший, що складається з синьої футболки та червоної куртки з символом «S». До того ж в серіалі про майбутнє Кларк все-таки названий Суперменом в газетній статті.

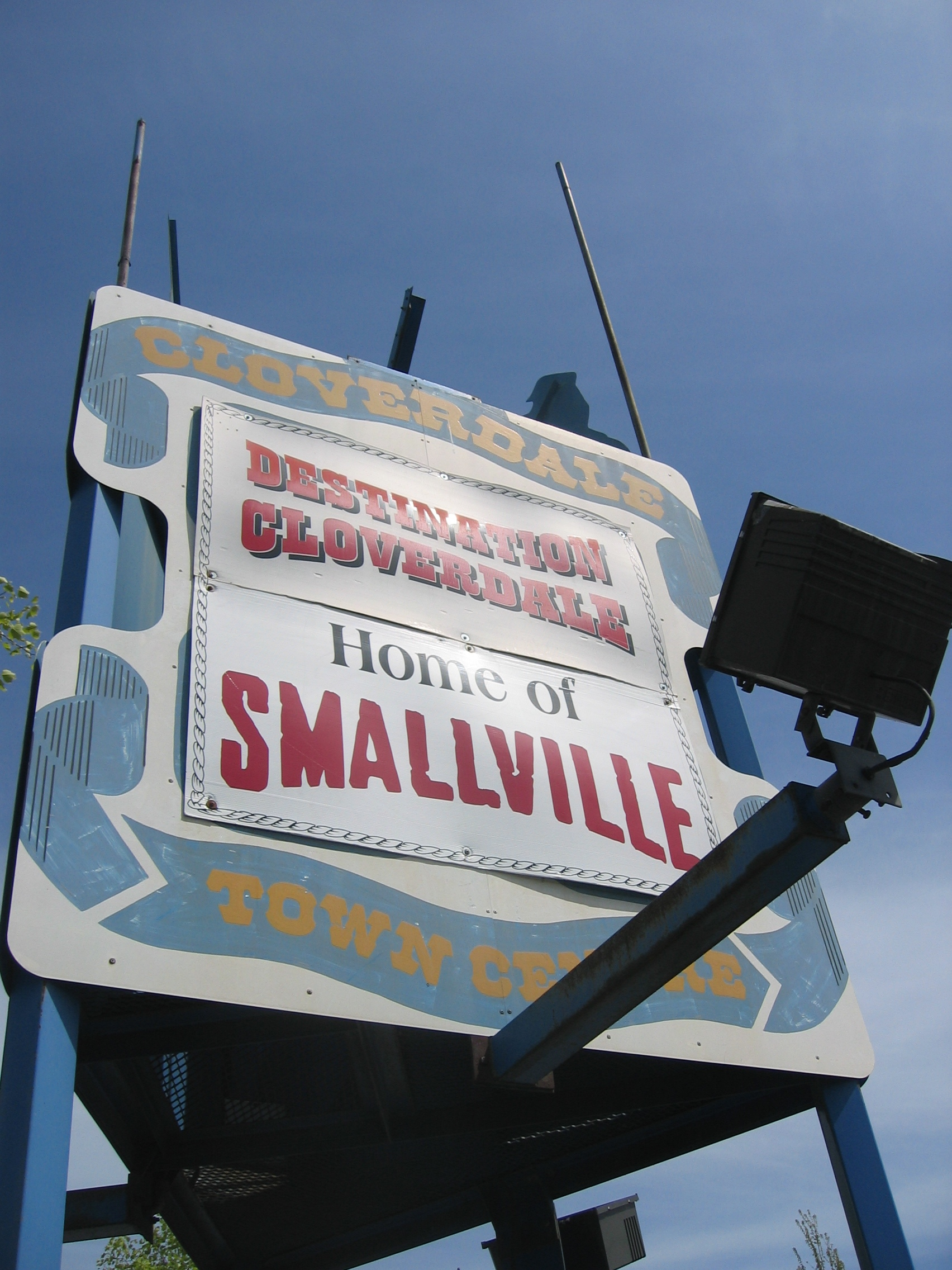
The Cloverdale welcome sign.

У серіалі, на відміну від фільмів про Супермена, Лекс Лютор спочатку був не ворогом Кларка Кента, а одним з його найкращих друзів. Лише з часом (з кінця 4-го сезону) починається переродження Лекса в людину, яка прагне світового панування. У 8 сезоні він гине. Проте надалі з'являються натяки, що це було підлаштовано, і Лекс живий. Крім того, в 10-му сезоні з'являються його старий і маленький клони.
Через рішення Warner Brothers про жорстку політику щодо персонажів DC Comics, очікуваний багатьма Брюс Уейн в серіалі не з'явися, оскільки це буде суперечити фільму Бетмен: Початок. На його заміну ввели Зелену Стрілу. Крім того, в останні два сезони серіал став свого роду «лакмусовим папірцем» для екранізації персонажів DC Comics. У ньому все частіше вводяться посилання до цього всесвіту, чому служать поява Марсіанського Мисливця, Аквамена, Кіборга, Імпульсу (четверта людина, яка пізніше надіне маску супергероя Флеша), Чорної Канарки, Легіону. Так наприклад у восьмому сезоні розповідається про те, як Легіон отримав Брейніака 5 (число — номер версії), який пізніше став у його ряди. У дев'ятому сезоні показали JSA (Товариство Справедливості Америки). Крім того, як правило, серіал дотримується максимально можливого реалізму, наскільки дозволяють комікси. В рамках 9 сезону знято двогодинний телефільм «Смолвіль: Абсолютна справедливість», де «бета-версія» Ліги Справедливості зустрічається з Товариством справедливості Америки — створеної в 70-х роках групою надлюдей. Крім того у фіналі 9 сезоні відбувається об'єднання Ліги та Суспільства Справедливості. У 10-му сезоні Хлоя згадує про те, що зустріла двох особливих людей, схожих з Кларком — Білліонера, який використовує технічні засоби для розслідування і Дівчину з ласо. Це посилання на Бетмена і Диво-жінку.

## Персонажі
| Персонаж                    | Актор           |
| --------------------------- | --------------- |
| Кларк Кент                  | Том Веллінг     |
| Лана Ленг                   | Крістін Кройк   |
| Лекс Лютор                  | Майкл Розенбаум |
| Хлоя Салліван               | Еллісон Мек     |
| Піт Росс                    | Сем Джонс III   |
| Марта Кент                  | Аннет О'Тул     |
| Джонатан Кент               | Джон Шнейдер    |
| Лайонел Лютор               | Джон Гловер     |
| Вітні Фордмен               | Ерік Джонсон    |
| Лоіс Лейн                   | Еріка Дюранс    |
| Джиммі Олсен                | Аарон Ешмор     |
| Олівер Квін / Зелена стріла | Джастін Хартлі  |